# Parafia św. Andrzeja Boboli w Łodzi

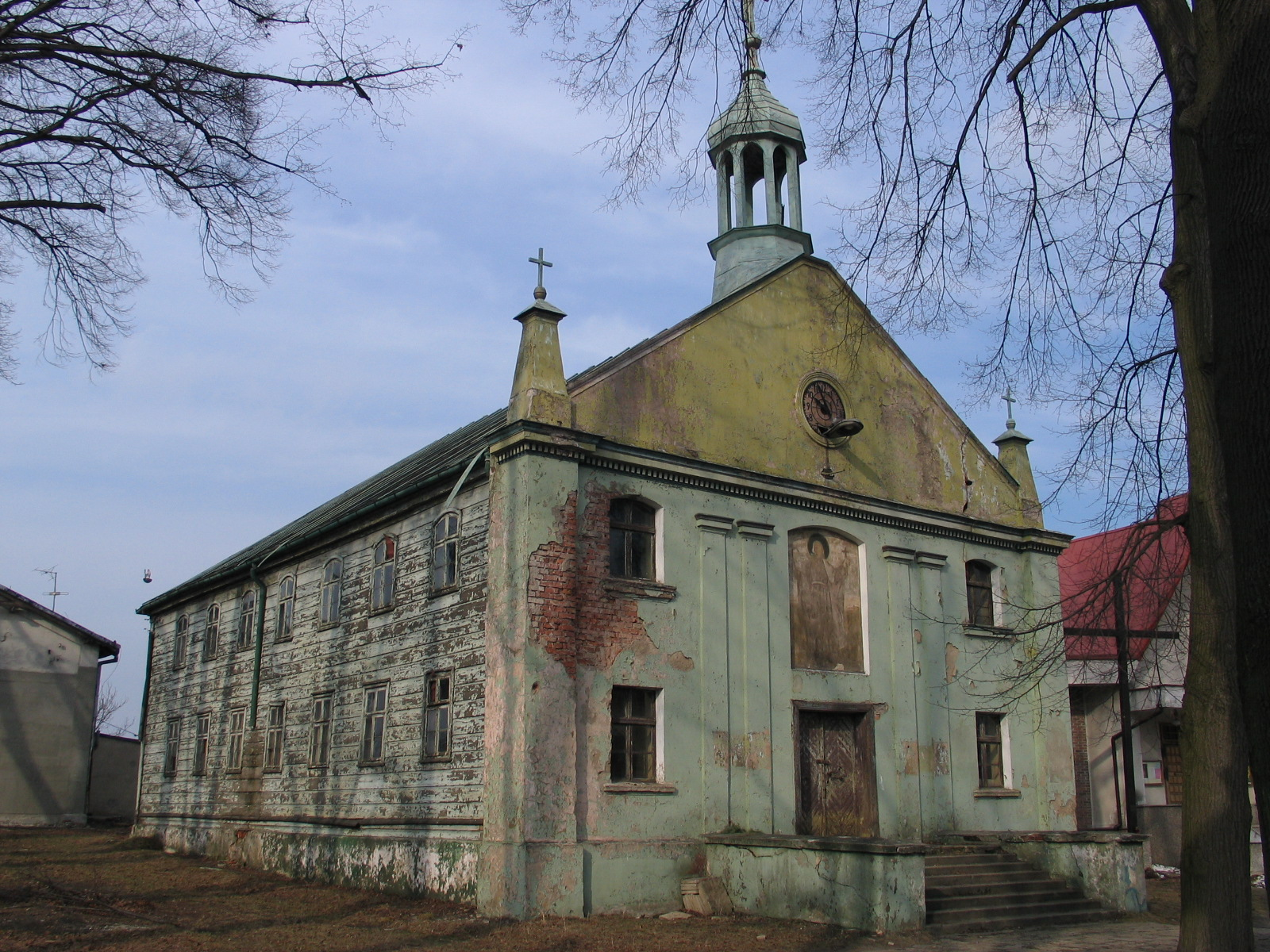
Stary kościół ewangelicki, w czasie, gdy jeszcze stał w Nowosolnej

Parafia św. Andrzeja Boboli w Łodzi – parafia rzymskokatolicka pod wezwaniem świętego Andrzeja Boboli na osiedlu Nowosolna, w dzielnicy Widzew, w Łodzi, w dekanacie Łódź-Stoki, w archidiecezji łódzkiej. Parafia została erygowana w 1947 przez biskupa Michała Klepacza.

## Historia

### Kościoły, plebanie
Stary drewniany (z murowaną ścianą frontową) ewangelicki kościół został wybudowany w latach 1846–1852, autorem jego projektu był Sylwester Szpilowski. Do II wojny światowej służył miejscowej społeczności ewangelików (pierwotnie pochodzących z niemieckiego miasteczka Salzfed, później osiedlili się tu też osadnicy z Badeni, Lotaryngii, Prus i z poznańskiego. Od lat 80. XX wieku był nieczynny. W 2007 rozebrany i przeniesiony do miejskiego skansenu architektury drewnianej (powstałego na tyłach Centralnego Muzeum Włókiennictwa, przy ul. Piotrkowskiej).
Budowę nowej świątyni (według projektu Aleksego Dworczaka) rozpoczęto w 1983. Kościół jest użytkowany od 1987 (poświęcony w stanie surowym został 12 września 1987 przez biskupa Władysława Ziółka).
Stara plebania wybudowana została w 1856. Jest murowana, skanalizowana, posiada centralne ogrzewanie. Obecnie nie jest wykorzystana. Budowa nowej plebanii i zarazem domu parafialnego rozpoczęła się w 2003.
23 grudnia 2018 o poranku wybuchł pożar.

## Grupy parafialne
Akcja Katolicka, asysta parafialna, Kółko Misyjne, ministranci, oaza młodzieżowa, schola dziecięca i młodzieżowa, Żywa Róża

## Terytorium parafii
Leży na północno-wschodnim pograniczu miasta, na Widzewie wokół Rynku Nowosolna i swoim obszarem obejmuje osiedle Nowosolna oraz podłódzkie wsie Natolin i Teolin.

### Ulice należące do parafii
Ananasowa, Bananowa, Barwinkowa, Brzezińska (parzyste od 156, nieparzyste od 133), Byszewska, Józefa Chałasińskiego, Cypryjska, Figowa, Goździkowa, Grabińska, Gryfa Pomorskiego, Hiacyntowa, Jemiołowa, Jugosłowiańska, Jana Kasprowicza, Kokosowa, Lęborska, Maciejkowa, Majowa, Maltańska, Margaretek, Marynarzy Polskich, Mirtowa, Nasturcjowa, Marcelego Nenackiego, Oliwkowa, Ostróżek, Peoniowa, Pomarańczowa, Pomorska (parzyste 468-548, nieparzyste 513a-585), Prymulkowa, Mariana Raciborskiego, Rodzynkowa, Rozmarynowa, Ruciana, Rynek Nowosolna, Sardyńska, Władysława Tatarkiewicza, Topolowa, Trzykrotki, Tymiankowa, Wendy, Wiączyńska, Wiśniowa, Teodora Viewegera.

### Powierzchnia
Zrzesza ok. 2,5 tys. wiernych zamieszkujących na powierzchni ok. 35 km².

## Proboszcz
- ks. Benedykt Węglewski